# Hot Girl Bummer
Hot Girl Bummer è un singolo del rapper statunitense Blackbear, pubblicato il 23 agosto 2019 come primo estratto dal sesto album in studio Everything Means Nothing.

## Descrizione
Nonostante il titolo della canzone sia stato interpretato dai media e dai fan della rapper Megan Thee Stallion come un riferimento a Hot Girl Summer, singolo di quest'ultima, Blackbear ha dichiarato su Twitter che non era una parodia, ma bensì si trattava di un richiamo alla «tendenza delle didascalie» di usare l'hashtag "#hotgirlsummer".

## Video musicale
Il video musicale è stato reso disponibile il 23 agosto 2019, in concomitanza con l'uscita del singolo. Nel video il rapper appare vestito da marionetta che si regge su una corda. Ciò è stato interpretato come un «commento sulle persone che si comportano da false sui social media».

## Tracce
Testi e musiche di Matthew Tyler Musto e Andrew Goldstein.
Download digitale
1. Hot Girl Bummer – 3:05

Download digitale – Khea Remix
1. Hot Girl Bummer (con Khea) (Khea Remix) – 2:15

## Formazione
- Blackbear – voce, produzione
- Andrew Goldstein – produzione
- Alex Ghenea – missaggio

## Classifiche

### Classifiche settimanali
| Classifica (2019-20) | Posizione massima |
| -------------------- | ----------------- |
| Australia            | 8                 |
| Austria              | 15                |
| Belgio (Fiandre)     | 21                |
| Belgio (Vallonia)    | 53                |
| Canada               | 24                |
| Danimarca            | 19                |
| Estonia              | 8                 |
| Finlandia            | 19                |
| Francia              | 110               |
| Germania             | 17                |
| Grecia               | 14                |
| Irlanda              | 7                 |
| Italia               | 95                |
| Lettonia             | 7                 |
| Lituania             | 11                |
| Malaysia             | 17                |
| Norvegia             | 8                 |
| Nuova Zelanda        | 6                 |
| Paesi Bassi          | 29                |
| Portogallo           | 61                |
| Regno Unito          | 14                |
| Repubblica Ceca      | 14                |
| Romania              | 43                |
| Russia               | 36                |
| Singapore            | 11                |
| Slovacchia           | 12                |
| Stati Uniti          | 11                |
| Svezia               | 18                |
| Svizzera             | 25                |
| Ucraina              | 173               |
| Ungheria             | 13                |

### Classifiche di fine anno
| Classifica (2019) | Posizione |
| ----------------- | --------- |
| Australia         | 92        |
| Lettonia          | 56        |
| Ungheria          | 64        |
| Classifica (2020) | Posizione |
| Australia         | 94        |
| Canada            | 57        |
| Portogallo        | 167       |
| Russia            | 149       |
| Stati Uniti       | 26        |

## Date di pubblicazione
| Paese       | Data            | Formato                      | Etichetta                  | Nota   |
| ----------- | --------------- | ---------------------------- | -------------------------- | ------ |
| Mondo       | 23 agosto 2019  | Download digitale, streaming | Beatrap, Alamo, Interscope | [ 40 ] |
| Italia      | 4 ottobre 2019  | Contemporary hit radio       | Universal Italia           | [ 41 ] |
| Stati Uniti | 22 ottobre 2019 | Contemporary hit radio       | Interscope                 | [ 42 ] |